# المئوي الذي هبط من النافذة واختفى (فلم)
المئوي الذي هبط من النافذة واختفى (بالسويدية:Hundraåringen som klev ut genom fönstret och försvann) هو فيلم كوميديا سوداء من إنتاج عام 2013، من إخراج فيليكس هيرنغرن، وبطولة كل روبرت جوستافسون، ديفيد ويبرغ، جنس هالتن، وآخرين. الفيلم مقتبس من رواية المئوي الذي هبط من النافذة واختفى للكاتب السويدي يوناس يوناسون.
تم عرض الفيلم في قسم العروض الخاصة في مهرجان برلين السينمائي الدولي الـ64.
تم إصدار الفيلم في أكثر من 40 دولة، وحصل على أكثر من 50 مليون دولار أمريكي، مما يجعله ثالث أعلى فيلم سويدي من حيث الإيرادات على الإطلاق.
تم ترشيح الفيلم لجائزة الأوسكار لأفضل مكياج وتصفيف شعر في حفل توزيع جوائز الأوسكار الثامن والثمانون.

## القصة
«ألن كارلسون» رجل عجوز بلغ المئة من عمره، قرّر أن يترك بيت المسنين الكئيب الذي أقام به بعد مقتل قطه الأليف «مولوتوف» على يد ثعلب، ليدخل مغامرة غير مخطط لها، مجرد القيام برحلة إلى أي مكان، فأى مكان بالتأكيد هو أفضل من الجلوس وسط كبار السن، ومن هنا تبدأ المغامرة غير المحسوبة، ليجد «ألن» نفسه وبيده حقيبة بها 50 مليون دولار وعصابة مافيا تطارده ورجل شرطة يفشل في الوصول إليه رغم أنه قريب منه، ورُفقة غريبة الأطوار، ليصنع تاريخا جديدا لكنه هذه المرة بعيدا عن السياسة، إنه تاريخه الشخصي وكأنه يُخرج لسانه للعالم في آخر ما تبقى له من أنفاس، وعلى الرغم من كبر سنه وخطواته البطيئة المتثاقلة، إلا أنه ينجح في التغلب على كل العقبات التي تواجه طريقه.

## وصلات خارجية
- مقالات تستعمل روابط فنية بلا صلة مع ويكي بيانات